# Главатских (деревня)
 Главатских  — деревня в Глазовском районе Удмуртии в составе сельского поселения Парзинское.

## География
Находится на расстоянии примерно 23 км на юг по прямой от центра района города Глазов.

## История
Известна с 1873 года как починок Верх речки Парзи (Кондратей-пи, Главацкой), где было дворов 4 и жителей 51, в 1905 (Верх речки Парзи или Главатских) 18 и 155, в 1924 (Главатских) 26 и 178 (преимущественно удмурты). Работал колхоз «Главатских».

## Население
Постоянное население составляло 7 человек (удмурты 100 %) в 2002 году, 11 в 2012.